# Корнукопска теория
Корнукопската теория (от корнукопия, лат. Cornu Copia - рог на изобилието) е теория, според която Земята предоставя достатъчно храна и вода за хората, и според футуристите, уповаващи се на тази теория, прогресът и доставянето на материални блага за човечеството може да се осъществи чрез иновации и технологии. Според тях също така има на разположение достатъчно вещества и енергия, за да се посрещне пикова популация от 9.5 милиарда през 2050.
Теоретиците вярват, че проблемите като глад и бедност в определени региони на света произтичат от слаба дистрибуция и неадекватно планиране на текущите икономически и политически системи. По-нататък футуристите смятат, че изобилието в космоса ще даде достатъчно вещества и енергия за да даде на човечеството неограничено пространство за растеж.
Корнукопската теория е добре възприемана от икономиста Джулиан Саймън.